# Pierre Farrey
Pierre Alexandre Francois Farrey né à Paris le 14 janvier 1896 et mort à Draguignan le 14 septembre 1987 est un peintre et décorateur français.

## Biographie
Élève de l’École des Beaux Arts de Paris à l'atelier Collin, lauréat du prix Abd-el-Tif 1931, Pierre Farrey a fait partie du mouvement artistique des années 1930 en Algérie.
Il a consacré les dernières années de sa carrière, jusqu'en 1979, à l'enseignement du dessin et de la peinture, à l'Atelier Farrey, rue Caulaincourt à Paris.  

## Expositions
- Stockholm, février 1923.
- Paris, 1924, Salon des Tuileries.
- Alger, Salon des Abd-El-Tif 1932, exposition à Tunis en 1932, Exposition artistique de l'Afrique Française.
- Musée national des Beaux-Arts d'Alger.